# Ashton-Tate
Ashton-Tate is een Amerikaans softwarefabrikant die in 1981 werd opgericht door George Tate en Hal Lashlee, en grote bekendheid verwierf met het product dBASE, een computerprogramma voor gegevensbeheer in databases.
In 1990 fuseerde het bedrijf met Borland. De organisatie richtte zich op het ontwikkelen en verkopen van computerprogrammatuur, meest voor PC's. Door Ashton-Tate verkochte producten waren:
- Friday!
- Javelin
- FrameWork (van Forefront Corp.)
- MultiMate (tekstverwerking)
- Byline (van SkiSoft)
- RapidFile
- Master Series (van Decision Resources)
- InterBase (van Groton Database Systems)
- dBASE (voor PC en Apple Macintosh)

Het bekendste product van Ashton-Tate was het databaseprogramma dBASE. dBASE maakte Ashton-Tate ooit zó groot dat de organisatie binnen de computerindustrie, samen met Lotus Development en Microsoft, behoorde tot de Grote Drie. Over de vraag wat een relationeel databasesysteem is, verschilde Ashton-Tate van mening met de academische wereld.
De organisatie heeft geprobeerd te fuseren met Cullinet, Computer Associates, Informix, Symantec en Microsoft.